# Força Aérea Grega

Bandeira (1935-1978).

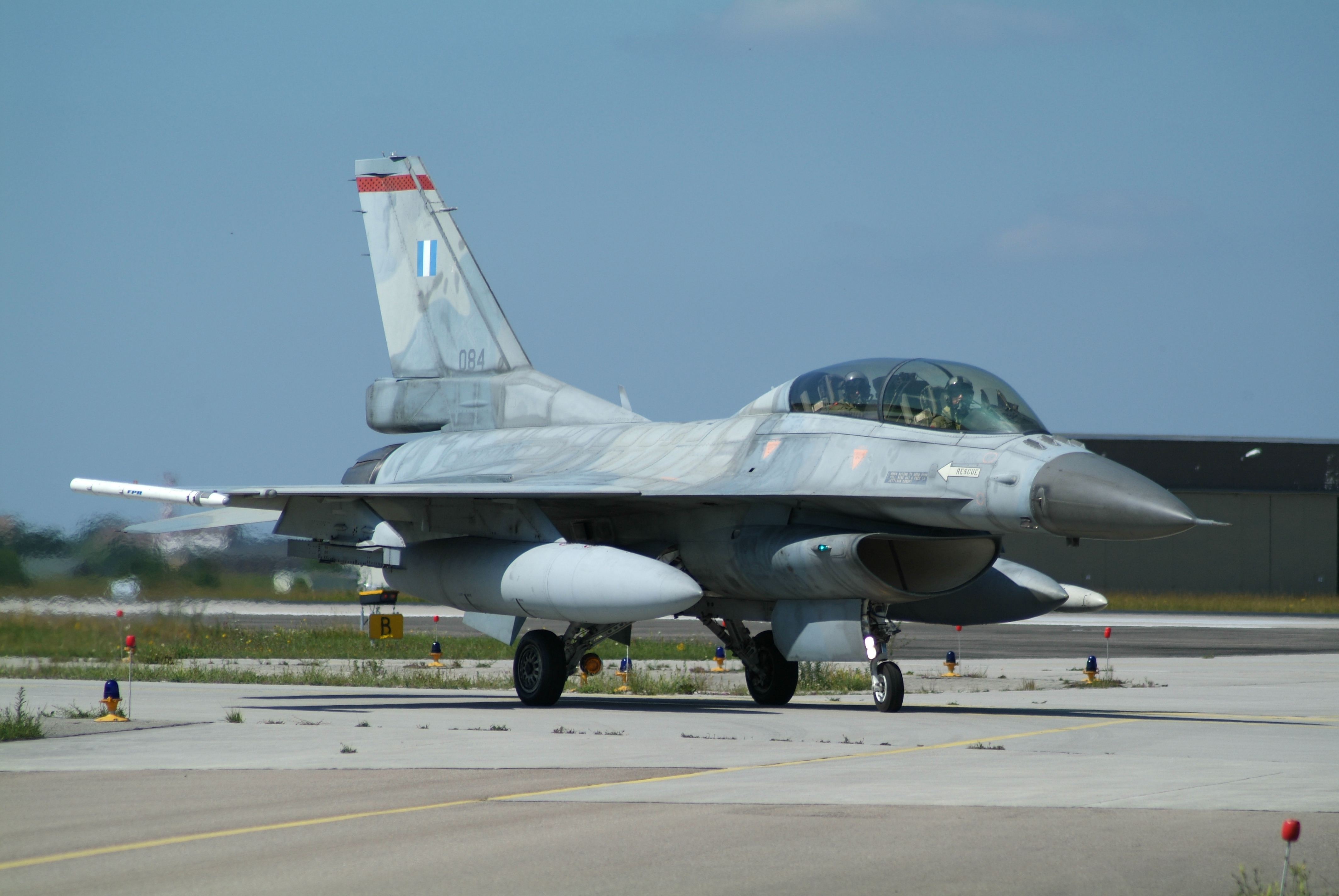
Um moderno F-16D grego.

A Força Aérea Grega (FAG), Aeronáutica Grega (AG) ou Força Aérea/Aeronáutica Helénica (FAH) (em grego: Πολεμική Αεροπορία (ΠΑ), transl.: Polemikí Aeroporía, literalmente "Aviação Militar") é a força aérea da Grécia, parte das Forças Armadas gregas. A missão da Força Aérea Helénica é se precaver e proteger o espaço aéreo grego, proporcionar assistência ao ar e apoiar a Marinha e o Exército Gregos , bem como a prestação de ajuda humanitária na Grécia e em todo o mundo.

## Papel regional

### Turquia
Na política internacional, o antagonismo entre a Grécia e a Turquia tornou imperativo para a Força Aérea Grega manter o equilíbrio quantitativo e qualitativo. Por anos, mais frequentemente do que nunca, os pilotos da Força Aérea Grega e da Força Aérea Turca se envolveram em duelos simulados no Mar Egeu. Devido aos problemas econômicos da Grécia, de 2008 a 2018, o equilíbrio de poder regional no leste do Mediterrâneo foi inevitavelmente afetado. No entanto, foi posteriormente restaurado, influenciado pelos desenvolvimentos negativos no programa F-35 da Turquia em 2019, no aumento das tensões diplomáticas nas relações bilaterais da Turquia com os Estados Unidos durante o mesmo período, e, ao mesmo tempo, a decisão da Grécia de direcionar fundos para a atualização de sua frota existente de F-16 e Mirage 2000 e, eventualmente, adquirir novos caças de 4.5 geração em 2020.

### Chipre
Devido à existência da Doutrina de Defesa Conjunta entre a Grécia e o Chipre, a Força Aérea Grega também é responsável pela defesa do espaço aéreo cipriota, uma vez que o Comando Aéreo do Chipre não tem capacidade para jatos de combate. As aeronaves gregas devem ser capazes de alcançar a ilha e permanecer no espaço aéreo cipriota por períodos prolongados e, possivelmente, em condições de combate. A distância entre a base aérea grega mais próxima, na ilha de Creta, e o Chipre é de cerca de 700 km. Além disso, os gregos buscam ter a capacidade de atacar a distâncias de mais de 1.000 km de suas bases. Para o efeito, em setembro de 2020, durante o aumento das tensões entre a Grécia e a Turquia no Mediterrâneo Oriental em meio às tentativas turcas de conduzir a exploração de hidrocarbonetos em águas disputadas, os caças F-16 gregos decolando de Creta alcançaram e pousaram, sem serem detectados, no Ilha de Chipre pela primeira vez em quase 20 anos, participando de exercícios conjuntos com o Chipre e a França e retornando posteriormente com sucesso à sua base.

### Os Balcãs
Em maio de 2019, os ministros da Defesa da Grécia e da Macedônia do Norte assinaram um acordo militar para o policiamento e patrulhamento do espaço aéreo da Macedônia do Norte pela Grécia. O acordo também incluiu outras áreas, como tecnologia militar, cibersegurança, inteligência e controle de tráfego aéreo, todas fornecidas pela Força Aérea Grega. Desde 2017, a Grécia e a Itália também fornecem, em rotação, o policiamento dos espaços aéreos da Albânia e Montenegro. Além disso, como parte das obrigações convencionais da Grécia dentro da OTAN, as aeronaves da Força Aérea Grega e da Força Aérea dos Estados Unidos cooperam em uma variedade de missões, desde patrulhamento aéreo até marcação de alvos no solo e fornecimento de treinamento de defesa aérea para países aliados dos Balcãs.

### Norte da África e Golfo Pérsico
Como parte de acordos multilaterais, a Grécia permanece em estreita cooperação militar com países da região do Mediterrâneo Oriental e do Golfo Pérsico, incluindo Israel, Egito, Jordânia, Emirados Árabes Unidos e Arábia Saudita. Em 2019, a Força Aérea Grega concordou com a implantação de uma ala totalmente equipada de mísseis antiaéreos MIM-104 Patriot na Arábia Saudita. De acordo com declarações oficiais, Atenas e Riade concordaram com a implantação para proteger “infraestruturas de energia críticas”.
Em setembro de 2020, a Grécia e os Emirados Árabes Unidos realizaram exercícios de superioridade aérea comum na região do Mediterrâneo Oriental, que duraram quase 3 semanas. Como as duas forças aéreas compartilham tipos de aeronaves muito semelhantes e, após esses exercícios comuns, os dois países assinaram um acordo de defesa mútua, reforçando ainda mais os laços militares e políticos bilaterais.
Em dezembro de 2020, Grécia e Israel se aproximaram de um acordo de € 1,4 bilhão em 20 anos, para a criação do Centro Internacional de Treinamento da Força Aérea (IAFTC) na cidade grega de Calamata. O IAFTC fornecerá treinamento avançado para novos pilotos militares gregos e israelenses, bem como serviços de aluguel para clientes internacionais da Força Aérea, provavelmente utilizando o treinador a jato Alenia Aermacchi M-346 Master que substituirá o T-2 Buckeye norte-americano. A principal empresa israelense interessada no investimento é a Elbit Systems.